# 801 до н. е.

## Події
- Ізраїль: цар Йоас продовжує політику поклоніння ідолам.
- Британія: дочка короля Ліра Корделія посіла трон Британії після смерті батька.